# Österreichische Galerie Belvedere
Österreichische Galerie Belvedere là một bảo tàng mỹ thuật nằm trong cung điện Belvedere ở Viên, Áo.
Cung điện Belvedere là nơi nghỉ dưỡng mùa hè của Hoàng thân Eugene xứ Savoy (1663–1736). Quần thể này được xây dựng vào đầu thế kỷ thứ mười tám bởi kiến trúc sư trường phái Baroque nổi tiếng Johann Lucas von Hildebrandt, gồm hai khu Belvedere Hạ và Thượng, Vườn Cam, Chuồng ngựa Cung điện và những khu vườn rộng lớn.
Belvedere là bảo tàng công cộng đầu tiên ở Áo, hiện nay lưu giữ một trong những bộ sưu tập nghệ thuật Áo vĩ đại nhất có niên đại từ thời Trung cổ cho đến ngày nay, cùng với các tác phẩm của các nghệ sĩ quốc tế. Tại Belvedere Thượng, du khách không chỉ được chiêm ngưỡng các tác phẩm nghệ thuật có niên đại hơn năm trăm năm mà còn được tham quan những phòng ngủ tráng lệ. Ngoài Belvedere Hạ và Thượng, bảo tàng còn có nhiều địa điểm khác tại cung điện thị trấn của Hoàng tử Eugene và 21er Haus cũng như Bảo tàng Gustinus Ambrosi.
Bộ sưu tập nghệ thuật của Belvedere mang đến cái nhìn tổng quan gần như đầy đủ về sự phát triển nghệ thuật ở Áo và từ đó cung cấp cái nhìn sâu sắc về lịch sử của đất nước này. Bộ sưu tập tranh lớn nhất thế giới của Gustav Klimt nằm ở trung tâm của khu triển lãm Nghệ thuật vào khoảng năm 1900, được trưng bày tại Belvedere Thượng. Điểm nổi bật của bảo tàng là các bức tranh Nụ hôn (1908) và Judith and the Head of Holofernes (1901) của Klimt, cùng những kiệt tác của Egon Schiele và Oskar Kokoschka. Những tác phẩm tiêu biểu của trường phái Ấn tượng Pháp và bộ sưu tập nghệ thuật Biedermeier vĩ đại nhất của Vienna cũng là những điểm thu hút khác tại bảo tàng.

## Tác phẩm tiêu biểu
- Michael Pacher, Flagellation, 1497/1498
- Hans Makart, The Five Senses, 1872/1879
- Gustav Klimt, Nụ hôn, 1908
- Egon Schiele, Portrait of Eduard Kosmack, 1910
- Ernst Ludwig Kirchner, Die Klosterser Berge, 1923

- Jacob van Schuppen, Eugene (1663–1736), Prince of Savoy, 1718
- Johann Knapp [de], Huldigung an Jacquin (Homage to Jacquin), 1821–1822
- Caspar David Friedrich, Rocky Landscape in the Elbsandsteingebirge, 1822/1823
- Ferdinand Georg Waldmüller, Elisabeth Waldmüller, die Mutter des Künstlers, 1830
- Claude Monet, Portrait of Père Paul, 1882
- Gustav Klimt, Judith and the Head of Holofernes, 1901
- Richard Gerstl, Self-portrait, 1908